# Oshkosh Steam Wagon

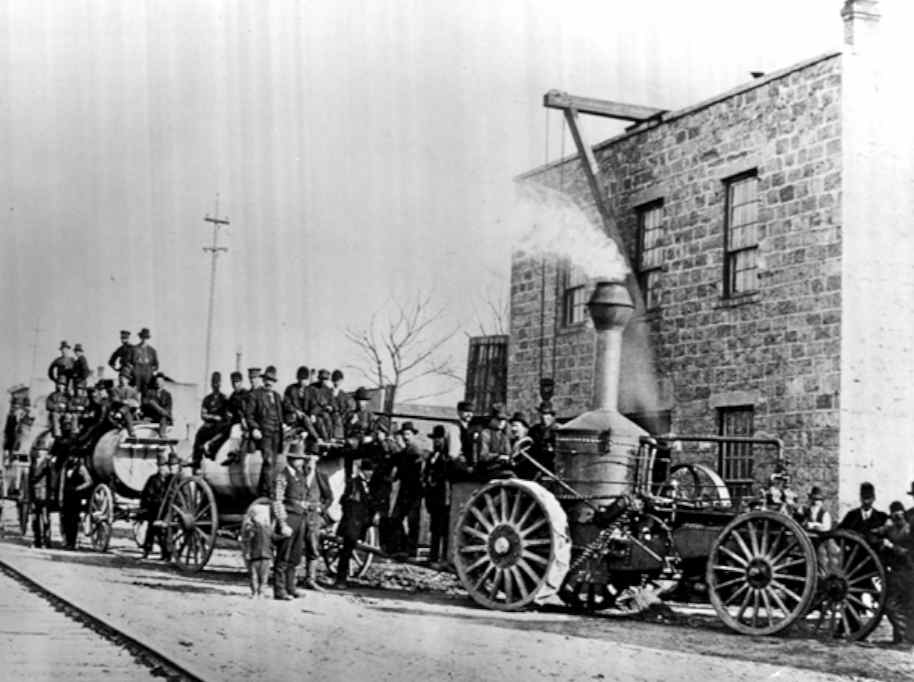
Der Oshkosh Steam Buggy mit Wassertankwagen und Mannschaft

Der Oshkosh Steam Wagon, auch Oshkosh Steam Buggy, kurz Oshkosh Steamer oder nur Oshkosh genannt, ist eines von zwei Dampfautomobilen, die 1878 im US-Bundesstaat Wisconsin an einer Langstreckenfahrt über 200 Meilen teilnahmen.
Der US-Bundesstaat Wisconsin setzte im Juli 1878 einen Preis von US$ 10.000 für jeden Bürger des Staates aus, der einen „billigen und praktischen Ersatz für Pferde und andere Tiere auf dem Highway (!) und der Farm“ erfände.
Fünf Einwohner von Oshkosh bauten das Fahrzeug und bildeten das Team: Der Dampfkesselbauer M.G. „Mart“ Battis, der Maschinist John F. Morse, der Feuerwehrkommandant („Fire chief“) A. W. „Ans“ Farrand sowie Frank A. Shomer und Alexander Gallinger, die ihren Lebensunterhalt mit dem Verkauf von Brennholz für die holzbefeuerten Lokomotiven der Chicago & North Western Railroad verdienten. Ihr solides und massives Dampfauto hatte ein Gewicht von ca. 4,5 Tonnen (10.000 lbs) und eine Zweikolben-Dampfmaschine mit je einem Vorwärts- und Rückwärtsgang. Das Fahrzeug konnte etwa 10 Meilen (16 km) zurücklegen, ehe Treibstoff für den Brenner und Wasser nachgefüllt werden musste; die Vorräte wurden auf einem Anhänger mitgeführt.
Obwohl langsamer als der Mitbewerber, der noch schwerere Green Bay Steamer von E. P. Cowles aus Wequiock (Wisconsin), gewann der Oshkosh schließlich das Rennen, weil Cowles nach einem Unfall zu viel Zeit mit der Reparatur verloren hatte.
In der Folge versuchte sich die Regierung um die Auszahlung des Preisgeldes zu drücken, indem sie – mit einiger Berechtigung – argumentierte, der Oshkosh Steam sei weder „billig“ noch „praktisch“. Man einigte sich außergerichtlich auf Auszahlung des halben Preisgeldes, wobei US$ 1000 davon an Cowles weitergegeben werden mussten.